# Bocșa (Caraș-Severin)
Pour les articles homonymes, voir Bocșa.
Bocșa (allemand : Deutsch-Bokschan, Neuwerk; hongrois : Boksánbánya) est une ville du județ de Caraș-Severin, Roumanie.

## Démographie
Lors du recensement de 2011, 82,43 % de la population se déclarent roumains, 1,79 % comme hongrois, 1,04 % comme allemands et 3,37 % comme roms (0,68 % déclarent une autre appartenance ethnique et 10,66 % ne déclarent pas d'appartenance ethnique).

## Politique
| Parti | Parti                           | Sièges |
| ----- | ------------------------------- | ------ |
|       | Parti social-démocrate (PSD)    | 6      |
|       | Parti national libéral (PNL)    | 5      |
|       | Parti Mouvement populaire (PMP) | 5      |
|       | Parti vert (PV)                 | 1      |

## Jumelage
- La Valette-du-Var (France)